# Rivula ochrea
Rivula ochrea là một loài bướm đêm trong họ Erebidae.